# Pd14
Pd14 – polskie oznaczenie na PKP parowozu pospiesznego austro-węgierskiej serii kkStB 206, o układzie osi 2'B. Parowóz wykorzystywał parę nasyconą i silnik sprzężony.

## Historia
Parowozy kkStB serii 206 zbudowano w liczbie 70 egzemplarzy w latach 1903–1907. Nosiły na kolei numery od 206.01 do 206.70. Produkowały je głównie austriackie fabryki Wiener Neustädter Lokomotivfabrik (WNL), StEG i czeska První Českomoravská továrna (BMM), trzy lokomotywy zbudował też Lokomotivfabrik Floridsdorf. Dalsze 19 lokomotyw było zbudowane przez fabryki w Wiener Neustadt i Budapeszcie w latach 1904–1908 dla Kolei Południowej (Südbahn), gdzie weszły do służby pod numerami 130 do 139 i 154 do 162.
Konstrukcja stanowiła rozwinięcie lokomotyw serii 6 i 106. Takie samo było podwozie, silniki i mechanizm ruchu, natomiast zmiany przede wszystkim dotknęły kotła, który podniesiono o 21 cm. Dla polepszenia biegu parowozu skrócono kocioł o 50 cm, zwiększając nieco liczbę płomieniówek, przez co powierzchnia ogrzewalna spadła w niewielkim stopniu. W odróżnieniu od poprzednich lokomotyw, na kotle był tylko pojedynczy zbieralnik pary, a przewód dolotowy pary do cylindra był w dymnicy, zamiast na zewnątrz. Na jednej lokomotywie zainstalowano eksperymentalnie przegrzewacz pary Gölsdorfa, mieszczący się pod kotłem i ogrzewany z paleniska, ale rozwiązanie to okazało się nieudane.

## Służba po I wojnie światowej
Po zakończeniu I wojny światowej część lokomotyw trafiła do nowo powstałych państw po rozpadzie monarchii austro-węgierskiej, w tym do Polski.
W służbie II Rzeczypospolitej znalazło się 11 egzemplarzy tych maszyn, oznaczonych na PKP jako seria Pd14, numery Pd14-1 do Pd14-11. Służyły one w DOKP Lwów i DOKP Stanisławów aż do II wojny światowej. Kilka egzemplarzy zdobyli Rosjanie po 17 września 1939. Około 7 lokomotyw Pd14 zostało zdobytych przez Niemców w Polsce lub po ataku na ZSRR i wcielonych następnie do kolei niemieckich jako seria 13¹.
Pięć parowozów Pd14 rewindykowano po II wojnie światowej, z czego trzy przyjęto na inwentarz PKP, lecz nie zostały one w ogóle uruchomione i skreślono je w 1950 roku. Po II wojnie światowej do Polski trafiła także jedna węgierska lokomotywa serii 206, numer MÁV 225,302, lecz nie weszła do eksploatacji.
15 lokomotyw znalazło się po I wojnie światowej w Czechosłowacji, z tego 14 weszło do eksploatacji na kolejach ČSD, otrzymując oznaczenie jako seria 265.0 (numery 265.001 do 265.014). Służyły one do 1949 roku.
44 lokomotywy przeszły po I wojnie światowej na Koleje Austriackie (BBÖ). Po włączeniu do Kolei Niemieckich (DRG), otrzymały one oznaczenia jako seria 13¹, z numerami 13 151 do 13 167. Po wojnie część wróciła na koleje austriackie.
Spośród lokomotyw serii 206 kolei Südbahn, cztery po pierwszej wojnie światowej przeszły na koleje węgierskie MÁV (numery 225,301 do 225,304), a pozostałe 15 trafiło w ramach reparacji wojennych na koleje włoskie FS (numery 555.001 do 555.015). We Włoszech wycofano je w 1934 roku, a ostatnie węgierskie służyły do lat 50.